# ツヴァイ2
『ツヴァイ2』（ZWEI II 、 Zwei: The Ilvard Insurrection）は、2008年9月に発売された、日本ファルコム開発・発売のWindows用アクションRPG。
前作『ツヴァイ!!』から7年ぶりとなる続編であり、前作同様2人の主人公と、2人についてくるペットを操作してゲームを進めるシステムはさらに進化したものになっている。
2009年12月にはWindows 7に対応し、新たなアイテムや機能などを追加した『ツヴァイ2プラス』（ZWEI II Plus）が発売されている。この『ツヴァイ2プラス』が2014年7月にクラウドゲームサービスのG-clusterやひかりTVゲームから配信されている。
開発当初は『イースVII』として進められてきたが、社長の判断により『ツヴァイ2』へ変更された。
1980年代からパソコン向けに開発・販売してきた同社だが、『ツヴァイ2プラス』を最後にパソコン向けの開発から撤退した。

## ストーリー
様々な浮遊した大陸や島によって構成された魔法世界、グランヴァレン。双子の女神によって創造され、魔法技術によってその栄華を誇っていた。その栄華も遙か遠い過去に女神に背いた六魔王たちがおこした「魔法大戦」で全土は壊滅の危機に陥る。だが、500年前に人と精霊、竜たちが力を合わせ六魔王を倒したという。しかしそれも過去の伝説となり、今では魔法技術も失われ、人々の行き来は各大陸にあったゲートから、機械技術の産物である飛行機によって行われるようになった。
そんなグランヴァレンの北西に位置する魔法大陸の一つ、イルバード。若きトレジャーハンター、ラグナはハンター協会からの依頼で愛機で彼の地を目指していた。単なる運搬作業だとはいえ、ラグナ自身はまだ見ぬ遺跡が多く残っているこの島を訪れることになり興奮していた。しかし突如現れた翼竜の襲撃にあい、イルバードに墜落してしまう。
その様子を見つめる一人の少女がいた。少女の名はアルウェン。彼女は背中にある漆黒の翼を広げ墜落したラグナのもとへと飛び立った。ラグナが彼女の「下僕」としてふさわしいかを確かめるために。

## 主な登場人物
ラグナ・バレンタイン
声：野島健児
本作の主人公で、トレジャーハンター。愛機トリスタン号で各地を回り、アンカーギアを武器とする。直情的ながらも面倒見が良くお人好しなところがある。また、飛行機に対する情熱が高く、「飛行機狂（エアロマニアック）」と呼ばれることもある。イルバードに向かっているときに襲撃に遭い墜落し、瀕死の重傷を負うが、アルウェンの力によって一命を取り留める。命を救ってくれたアルウェンへの借りを返すため、彼女の城を取り戻すことに協力する。しかし物語中盤で彼の悲劇的な過去を巡る出来事に遭遇し一時は現実逃避に陥るが、アルウェンやスバルの励ましにより立ち直り、目の前の現実に立ち向かうことを選択する。
アルウェン・ド・ムーンブリア
声：ゆかな
本作のヒロインで、吸血鬼の真祖の姫であり、ムーンブリア城の現城主。誇り高くも寛大な性格であるが、長らく城の中で暮らしていたため、世間知らずなところもある。ある時ムーンブリア城と自らの強大な魔力を奪われ、その奪還を目指すことに。その際瀕死のラグナを「血の契約」によって救ったことで、ラグナと行動を共にすることになった。
ルゥ
声：今野宏美
アルウェンの使い魔。アルウェンを崇拝しており、彼女と共に行動しているラグナを何かと目の敵にするが、物語が進むにつれ本心では彼を信頼するようになっていく。
スバル
声：広橋涼
忍びを名乗る少年(?)。忍びらしく手裏剣を武器として使う。ラグナのトレジャーハント技術に惚れ込み、弟子入りすることに。
モンブラン
声：白石涼子
イルバードの各地に現れてはラグナたちを罠にはめようとする白猫の魔人。狡猾でお調子者ゆえ「アホネコ」と呼ばれることが多い。
エクスマキナ
声：吉川未来
モンブランと共に行動する、自らを「人形」と名乗る少女。「虹の宝玉」がはめられた杖を使い各地で儀式を行なっている。
オデッサ
声：安井絵里
女トレジャーハンターで、「銀狼狩り」の二つ名を持つバウンティーハンターとしても名が知れ渡っている。大型のブーメランを使い、格闘戦にも長けている。
フィオナ・エル・ヴァレンス
声：山口繭
かつて存在した「神聖王国」を治めていたヴァレンス家の末裔の令嬢。一族の使命としてグランヴァレンの平和を守るため、執事・メイドたちと共に各地を回っている。普段はおしとやかだが戦いの際には凛とした顔つきとなり、代々伝わる聖剣と聖鎧をまとって戦う。
執事クロード
声：高橋裕吾
長年公私にわたりフィオナの執事を務める青年。実直で礼儀正しく、武術に長けている。
ピピロ
声：今野宏美
前作の主人公。天賦の魔法の才能を持つが、本人はそれよりもファッションと甘い物の方を優先させている。ポックルと共にイルバードを訪れており、生まれ育ったアルジェスよりも栄えている街を満喫している。
ポックル
声：白石涼子
前作のもう一人の主人公。きまじめながらのんびり屋の少年。ある事情からピピロと共にイルバードを訪れ、フィオナの屋敷に滞在している。綺麗なお姉さんに弱く、だじゃれを言うと滑ることが多い。
ザハール・ド・ムーンブリア
声：若本規夫
アルウェンの叔父にあたる大吸血鬼。強大な魔力を持つ実力者で、魔族としての誇りを持ち、人間を徹底的に見下す人物。かつて兄でありアルウェンの父であるギスカールの手により滅ぼされていたはずだったが、生き延びておりイルバードに戻り、自らの野望を果たすためムーンブリア城を奪い取った。
ダイガルド
声：徳山靖彦
モンブランの仲間の一人である、人狼族の戦士。巨大な体と力を誇り、かつては「月の戦鬼」という異名でその名を知られた。現在はザハールと血の契約を結び、ラグナたちの前に立ちはだかる。
テルミドール
声：菅沼久義
町の酒場で出会った自称詩人。各地の伝承に詳しく、遺跡にも足を運んでいるという。
超人ギャランドゥ
声：若本規夫
マッチョな謎の超人。ラグナたちの前に姿を現しては、エクササイズと共に役に立つ技を一方的に教えてくれる。イルバードのどこかには、様々な猛者たちが闘いを繰り広げるという彼の闘技場「G-コロッセオ」があるという。
魔女ラーライラ
「金闇の森」の奥に住む、200年近く生きている魔女。かつてはギスカールの相談役を務めていた。近頃ではグランヴァレン各地を旅し、各所の文化に触発されたか、奇抜なファッションに目覚めるようになった。
テンザン老人
スバルの祖父にして隠れ里の長老。威厳と明晰さを持つものの、孫に対しては甘いところがある。
ミリアム
声：山口繭
イルバードの飛行場で働く女整備士。親方のアシュレーに次ぐ整備技術の持ち主で、飛行機の整備やガジェットの製作などを手がける。

## ゲームシステム
基本的に前作のシステムを踏襲しながら、新たな要素を加味した形となっている。

### 基本システム
前作同様、接近戦主体のラグナと魔法攻撃主体のアルウェンの2人を切り替えながら進めていくことになる。また、連続攻撃によってためられるコンボストックとそれを解放することによって発動する奥義（ため攻撃）、自動的についてきて攻撃やアイテム回収などを行うペットシステム、回復アイテムを食べることで経験値を得られるレベルアップシステムも前作を踏襲している。
本作になってからの変更点としては以下のものが挙げられる。
- 画面が『ぐるみん』のような3Dポリゴングラフィックになっており、街では適宜ズーム処理などがなされ、ダンジョンではクォータービュー形式となった。またこれに伴い、ジャンプするなどのアクション性の強化もなされた。
- 前作では属性魔法を手に入れることで攻撃のバリエーションが増えていったが、本作ではこれに加え、ラグナの武器である「アンカーギア」を強化することができるようになり、ラグナの攻撃パターンの多様化や、これを使うことによるダンジョン攻略などの新しい要素が加わった。
- 基本的にはラグナとアルウェンの2人で攻略を進めていくが、ストーリー展開に応じてラグナ1人になったり、スバルやオデッサを使うことになる。また後述のG-コロッセオではラグナとアルウェンいずれか1人を使うことになる。
- 溜め攻撃のパターンが前作のようなコンボ数に応じてパターン強化されていくのが無くなり、単純に属性魔法によるバリエーションのみとなった。
- ペットが前作ではドッグとキャットの2種類だけだったのが、それ以外にもバードやフェアリーなどが追加され、またペットによってその行動パターンが変わるようになった。

### やりこみ要素
前作にもアイテムコンプリートや、わらしべイベントなどのやりこみ要素はあったが、本作では以下の要素が追加されている。
- ハンターランク：ダンジョンの攻略成績によってそのランクがハンターギルドによって認定され、それに応じた報酬が得られる。
- トレジャーハント：ダンジョンにある秘宝を見つけ出しハンターギルドに鑑定してもらうことでそれに応じた報酬が得られる。手に入れた秘宝はギルド内の博物館に展示される。
- G-コロッセオ：ゲーム中の登場人物との1対1の戦闘を行う闘技場。相手を倒すことで賞品と対戦相手のフィギュアを手に入れることができる。フィギュアはコロッセオに併設されたミュージアムに展示される。このミュージアムにはモンスターを倒したときに手に入ったフィギュアも展示される。
- 人物メモ：主要人物や村人の特徴を書き記したメモ。基本的にボスから次のボス戦の間に集めるこれをことができる

### ガジェット
前作でのデスクトップアクセサリーにあたるものとして「ガジェット」が登場している。ゲーム進行中に手に入る物で、ゲーム画面上に表示することができる。ダンジョンのミニマップなどのゲームの進行に役立つものから、音楽プレーヤーや時計・脳トレゲームなどのようなものまで、様々な種類が用意されている。

### プラス版の追加要素
プラス版では以下の新規要素の追加やシステムの調整などが施されている。（2周目から適用される。）
- コスチューム・ペット・アンカーギア・ご褒美アイテムの追加
- 高難易度ダンジョンの追加
- G-コロッセオに「闘技場サバイバルモード」を追加
- カッパのゲームでの難易度低下サービス機能を追加
- 自動販売機でトレーディングフィギュアを販売
- ゲームセンターにレベルプレートを配置
- イベントムービーのスキップ、2周目以降のイベント早送り機能を追加
- フードの連続交換処理を実装
- 敵のバランスを調整

## 主題歌
『ボクラノ未来』
作詞：一二三恭、作曲：Falcom Sound Team jdk、編曲：神藤由東大、歌：小寺可南子、演奏：jdkBAND（ギター：寺前甲、ベース：榎本敦）

## 関連商品
- ツヴァイ2 公式パーフェクトガイド（新紀元社、2009年2月17日初版発行、ISBN 978-4-7753-0663-5）